# Schloss Rohrbach (Ilmtal-Weinstraße)

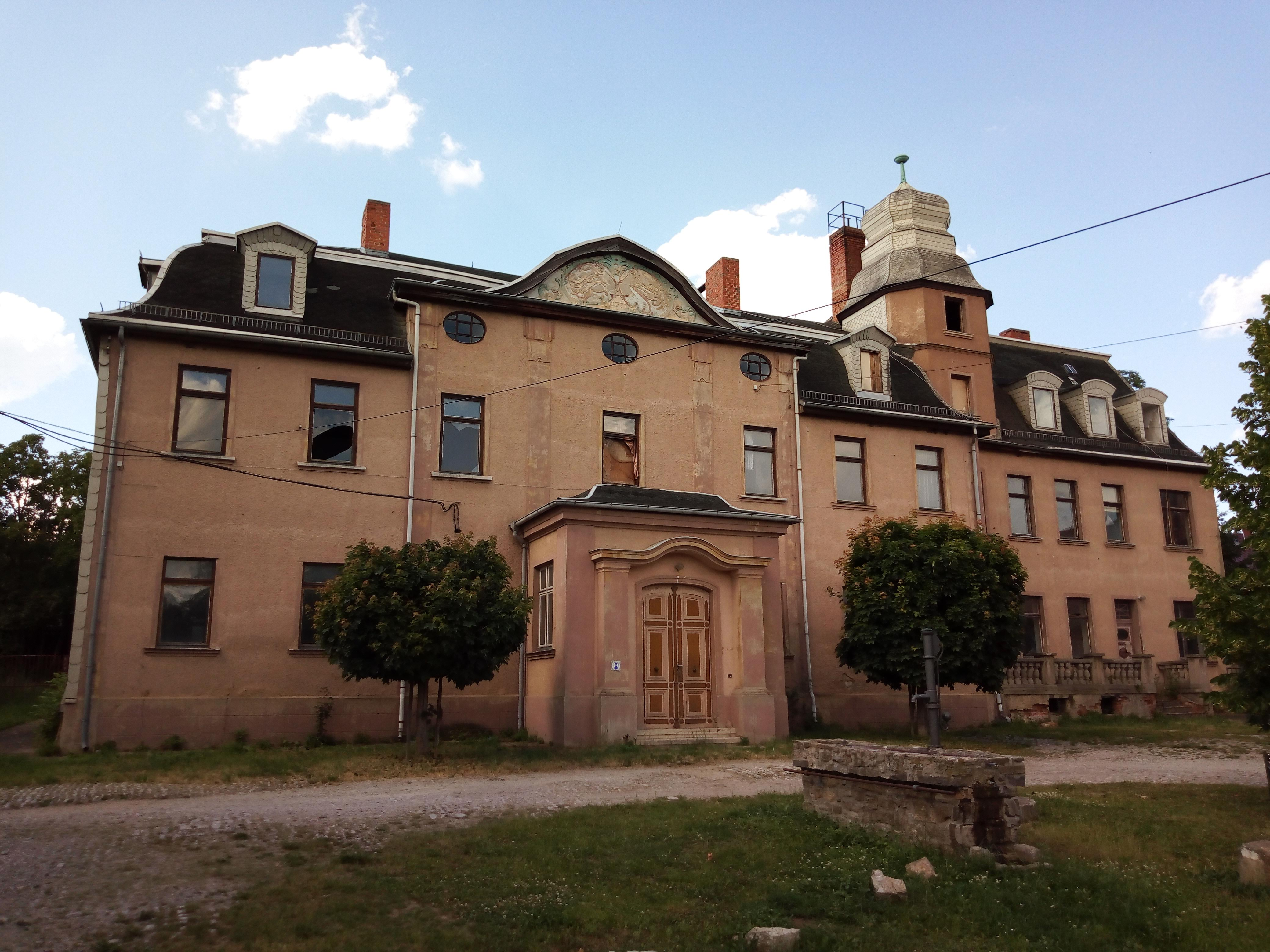
Ansicht von Süden

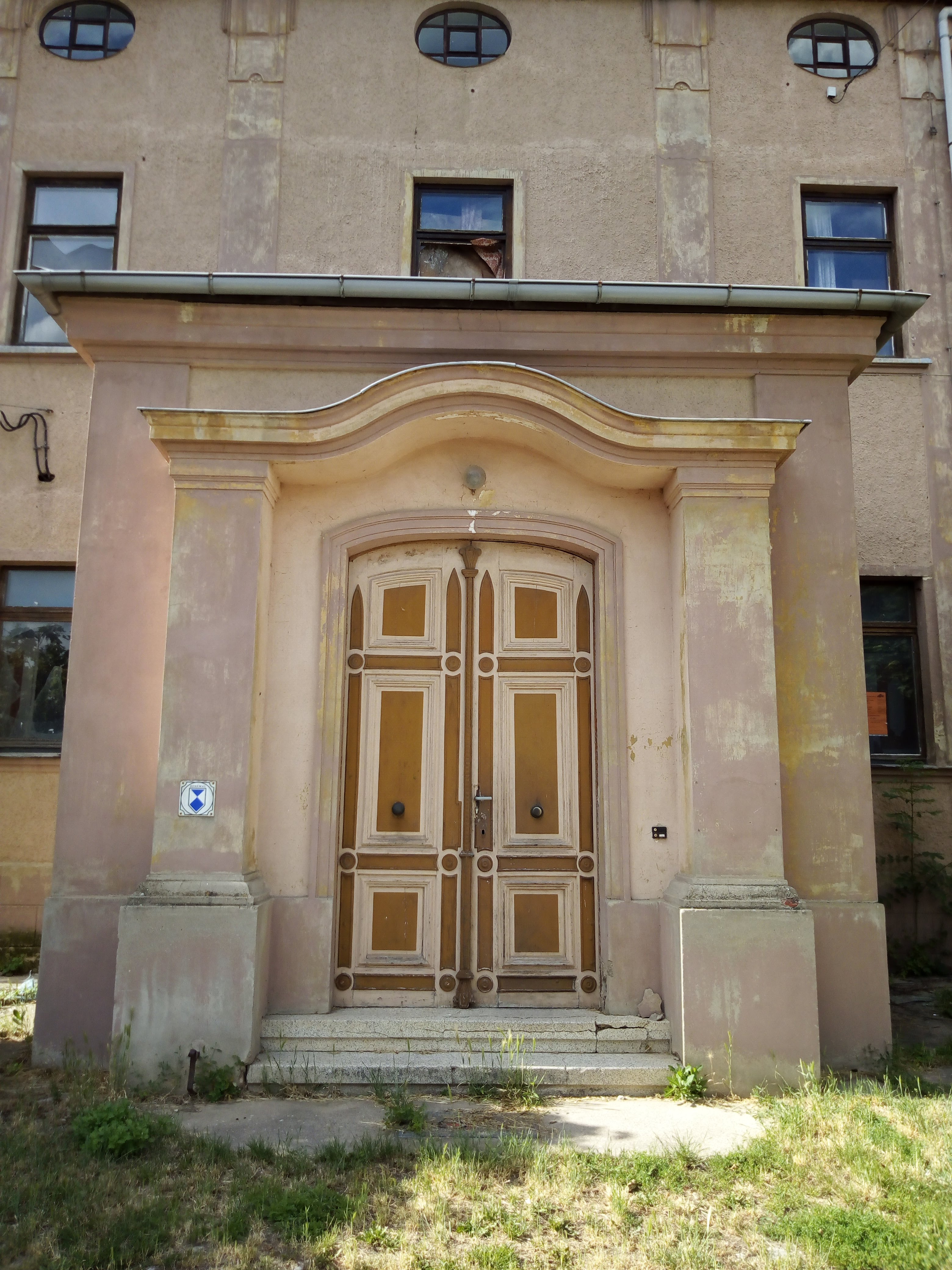
Hauptportal

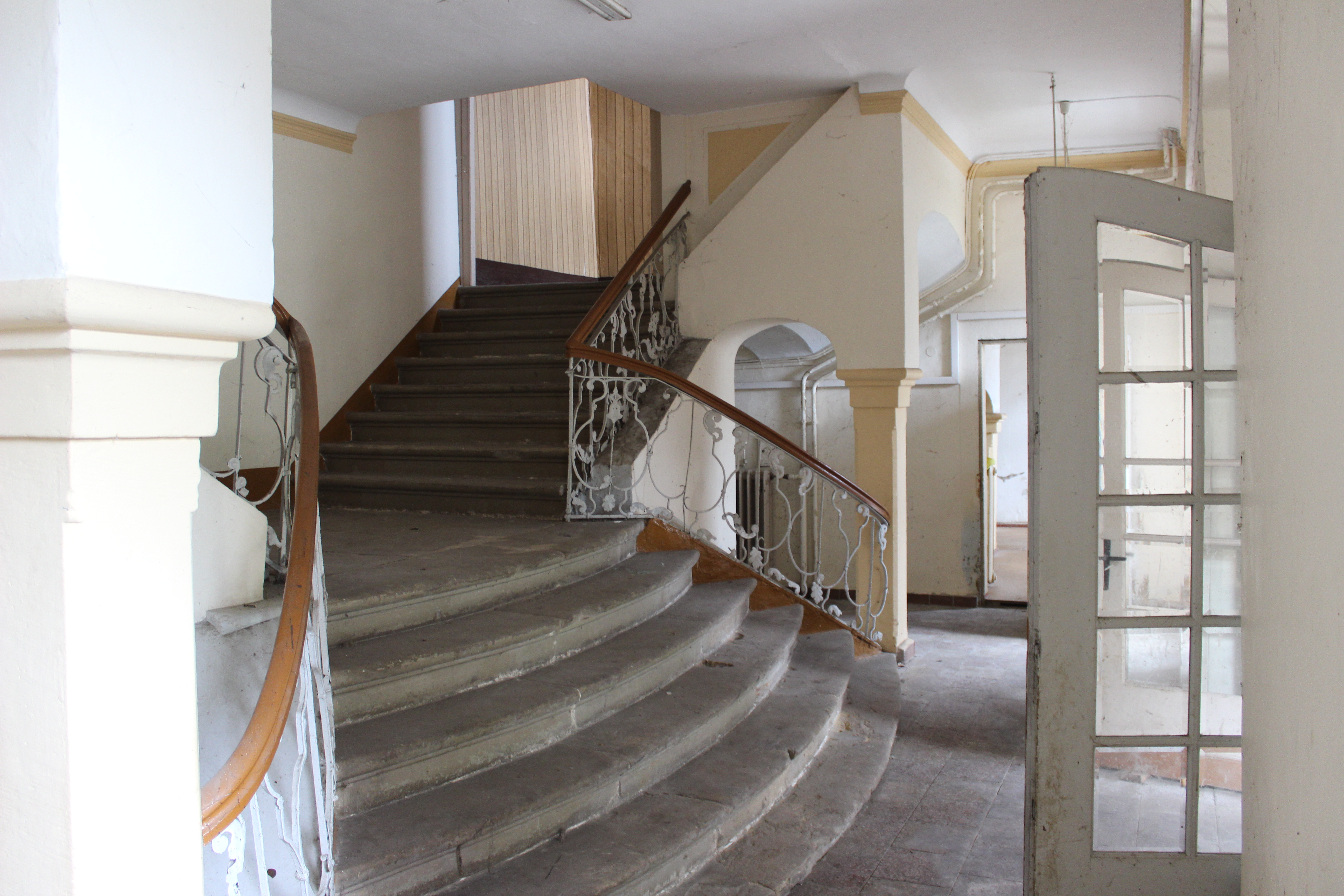
Treppenanlage

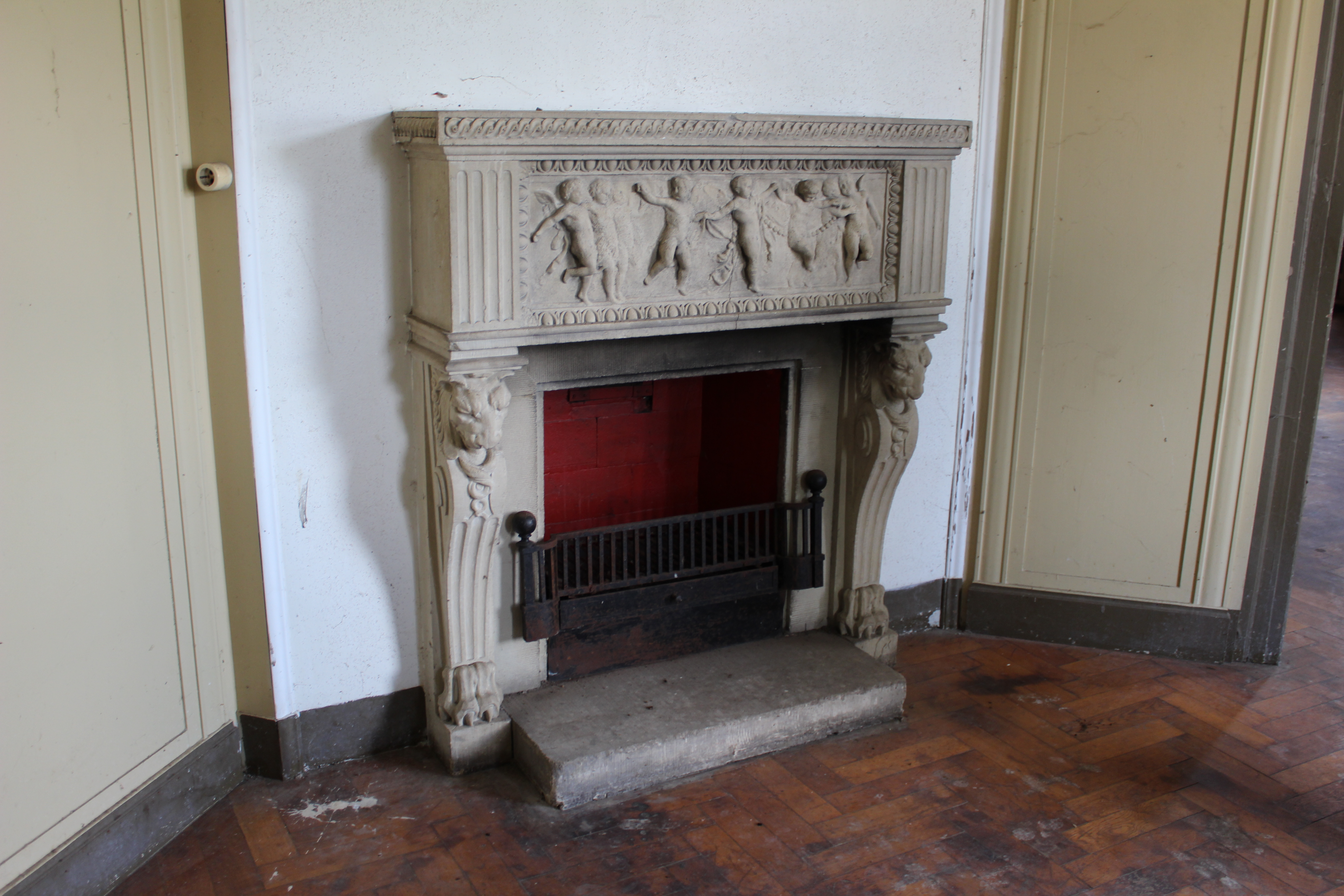
Kamin

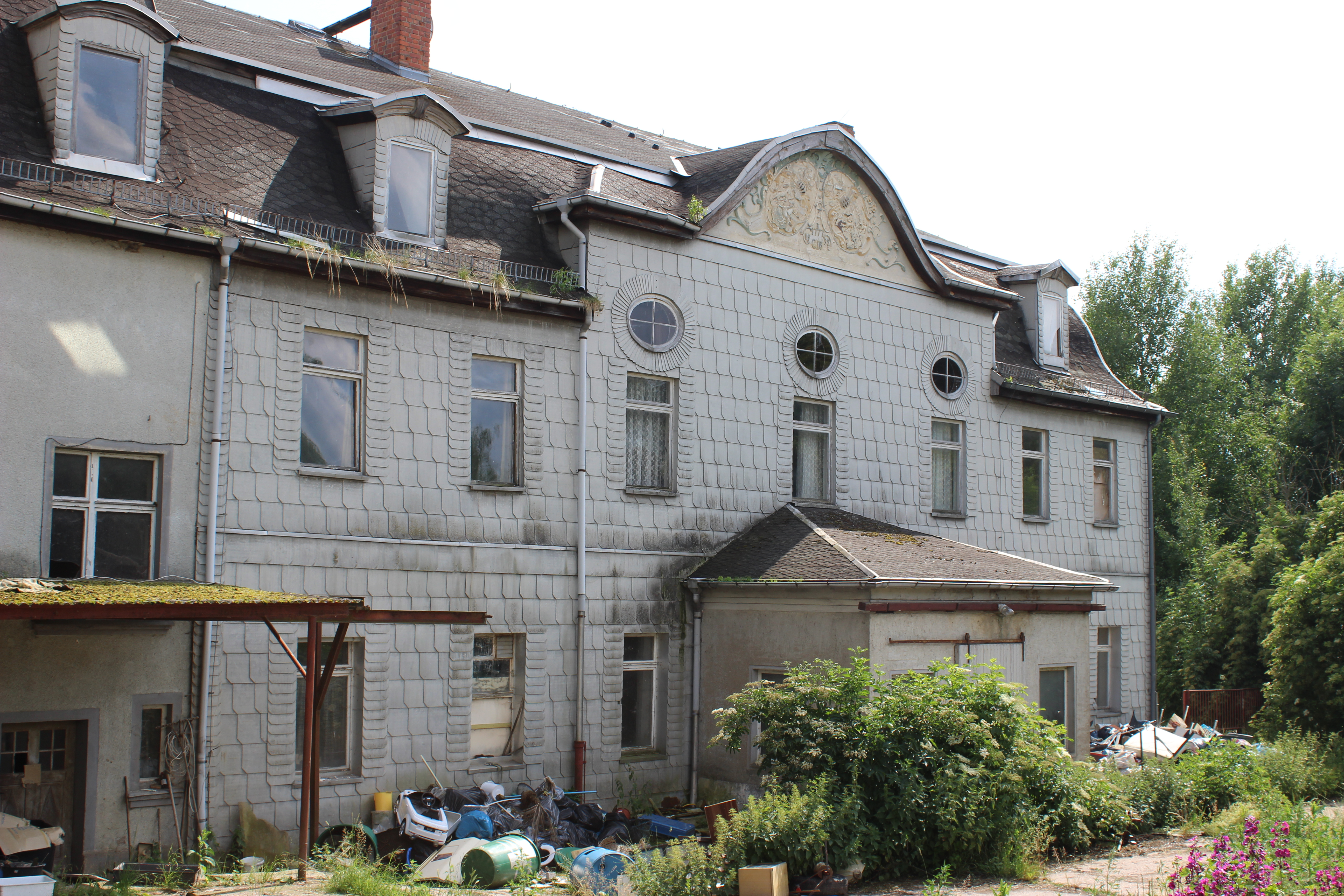
Gartenseite

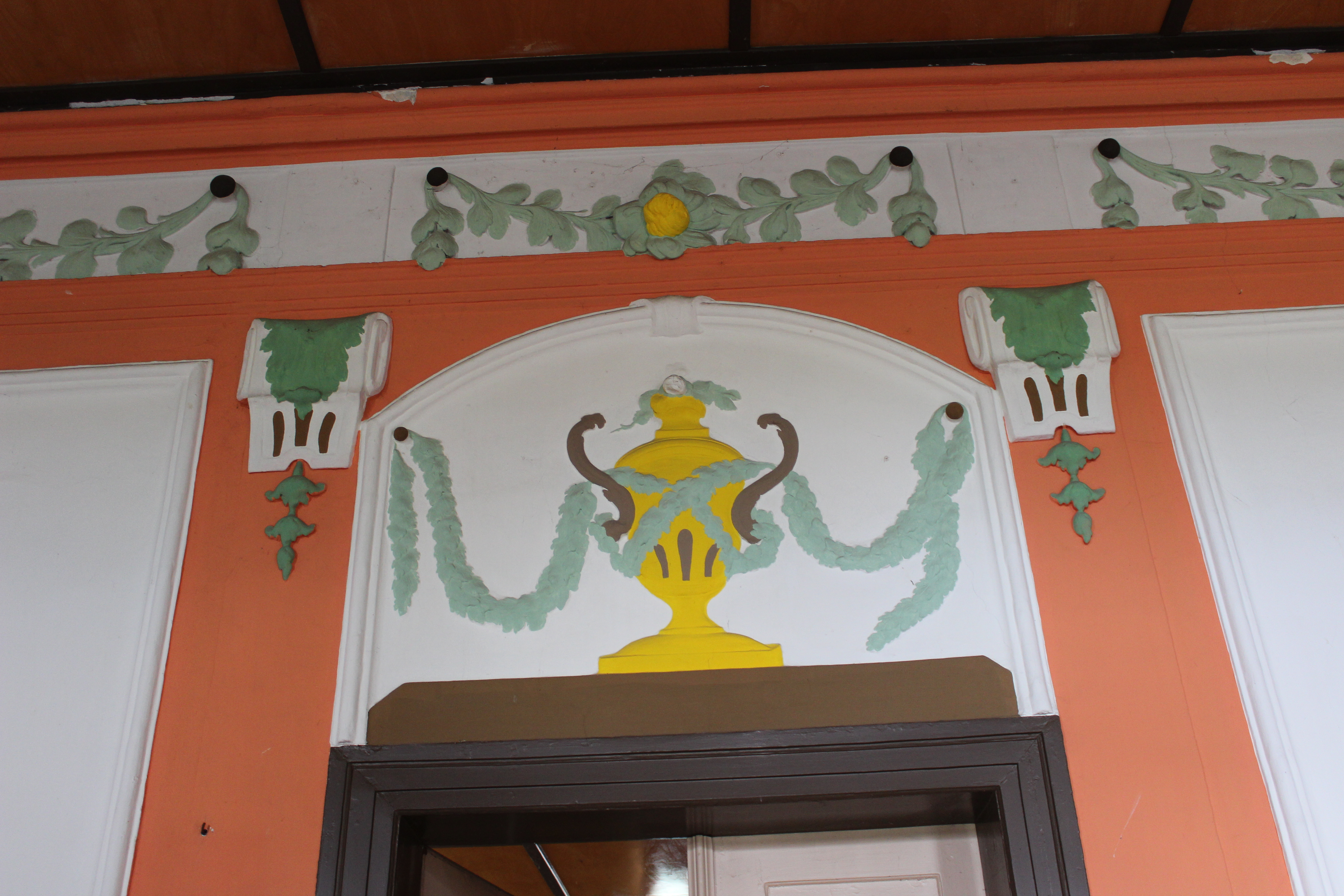
Stuckaturen

Schloss Rohrbach ist das Wohnhaus eines historischen Rittergutes im Ort Rohrbach in der Landgemeinde Ilmtal-Weinstraße, Im Dorfe 35. Es ist in der Liste der Kulturdenkmale in Ilmtal-Weinstraße eingetragen.

## Gebäude
Das ehemalige Rittergut befindet sich am Nordrand des Ortes auf einem ca. 2.720 m² großen Grundstück. Das zweigeschossige, massive Gutshaus ist symmetrisch angelegt. Es hat sieben Fensterachsen und ein Mansarddach. Der Mittelrisalit mit seinen drei Fensterachsen ist um ein halbes, durch kreisförmige Lünettenfenster belichtetes, Geschoss leicht erhöht und wird durch einen geschwungenen Giebel bekrönt. Das Giebelfeld ist mit plastischem Stuckaturen geschmückt. Dem mittigen Eingang ist ein kleiner Pavillon vorgelagert. Eine zweiflügligen Barocktür ist noch erhalten. Innen verfügt das Haus über eine großzügiges, zweiläufige Treppenanlage, die ins Obergeschoss führt. Gartenseitig befinden sich übereinander zwei große, mit Parkett, Kaminen, Wandverkleidungen und Stuckdecken im Louis-seize-Stil ausgestattete Säle. Die Wohnräume sind rechts und links davon angeordnet. 
Der später errichtete Anbau an der Ostseite hat zwei Geschosse und einem charakteristischen, neobarocken Turmaufsatz.
Dem Gutshaus ist ein durch neuere landwirtschaftlich genutzte Gebäude gebildeter Wirtschaftshof vorgelagert. Rückseitig gibt es einen Garten, der durch eine Bruchsteinmauer eingefasst wird.

## Geschichte
Das Hauptgebäude wurde um 1777 durch die Familie von Wurmb erbaut. Wenig später erwarb der sächsisch-weimarische Kanzler Johann Friedrich Kobe von Koppenfels das Rittergut. Sein Weimarer Nachbar Johann Wolfgang von Goethe war mehrfach Gast im Haus und wurde Taufpate der Tochter Louise von Koppenfels. Nach dem Tode Kobe von Kobbenfels fiel das Gut an die Familie von Witzleben.
Die Erweiterung an der Ostseite durch ein zweigeschossiges Wohnhaus erfolgte um 1900.
Nach der Enteignung 1945 wurde es als volkseigenes Gut genutzt. 1980 wurde das Schloss unter Beseitigung eines Teils der Bauzier renoviert und als Akademie der Landwirtschaften und später als Kindertagesstätte, Bürgermeisteramt und zu Wohnzwecken genutzt. 
Nach der Wende kam das Schloss in das Eigentum des Freistaats Thüringen, der es der Landesentwicklungsgesellschaft Thüringen zur Verwertung übertrug. Im November 2007 verkaufte diese es an eine Familie aus Nordhausen für 22.000 €. Im Mai 2019 wurde das Schloss für 98.000 € zur Versteigerung angeboten, fand aber keinen Käufer. Am 29. Juni 2021 wurde es immer noch zu dem Preis angeboten.